# Chorki
Chorki is een plaats in het Poolse district  Łęczycki, woiwodschap Łódź. De plaats maakt deel uit van de gemeente Grabów en telt 200 inwoners.